# Іменна вогнепальна зброя (Україна)
Відзна́ка «Іменна́ вогнепа́льна збро́я» — державна нагорода України для нагородження офіцерського складу Збройних Сил України, Державної прикордонної служби України, інших військових формувань, утворених відповідно до законів України, Служби безпеки України, Служби зовнішньої розвідки України, Державної служби спеціального зв'язку та захисту інформації України, а також Державної спеціальної служби транспорту, Бюро економічної безпеки України, поліцейських та державних службовців, які мають офіцерське звання, за визначні заслуги у забезпеченні обороноздатності України, недоторканності її державного кордону, підтримці високої бойової готовності військ, зміцненні національної безпеки, боротьбі зі злочинністю, захисті конституційних прав і свобод громадян, за бездоганну багаторічну службу, зразкове виконання військового та службового обов'язку, виявлені при цьому честь і доблесть.

## Історія нагороди
- 29 квітня 1995 року Указом Президента України Л. Д. Кучми № 341/95 заснована відзнака Президента України «Іменна вогнепальна зброя». Указом також затверджені Положення та опис відзнаки. Того ж дня були засновані відзнаки Президента України «За мужність» — зірка «За мужність» і хрест «За мужність».

- 16 березня 2000 року Верховна Рада України прийняла Закон України «Про державні нагороди України», у якому була встановлена державна нагорода України — відзнака «Іменна вогнепальна зброя». Було установлено, що дія цього Закону поширюється на правовідносини, пов'язані з нагородженням осіб, нагороджених відзнаками Президента України до набрання чинності цим Законом; рекомендовано Президентові України привести свої укази у відповідність із цим Законом.

## Статут відзнаки
- Відзнаку «Іменна вогнепальна зброя» разом із посвідченням про нагородження нею та бойовим комплектом у кількості 16 патронів вручає Президент України або за його уповноваженням керівник міністерства, іншого центрального та місцевого органу виконавчої влади, органу місцевого самоврядування, військового формування.
- Зброя, що є відзнакою «Іменна вогнепальна зброя», має бути зареєстрованою в органах внутрішніх справ за місцем проживання нагородженого і зберігається у порядку, що визначається Міністерством внутрішніх справ України.
- Особи, нагороджені відзнакою «Іменна вогнепальна зброя», мають право зберігати її, носити і застосовувати. Вони повинні неухильно додержувати правил зберігання, носіння і застосування зброї.
- Порядок застосування зброї під час виконання службових обов'язків чи в інших випадках визначається законодавством України.
- Передача зброї, що є відзнакою «Іменна вогнепальна зброя», іншим особам або відчуження її забороняється.

## Опис відзнаки Президента України «Іменна вогнепальна зброя»

Нагородна зброя серед інших нагород, що вручив Міністр оборони до Дня Сухопутних військ ЗСУ, 2021 рік

Відзнакою Президента України «Іменна вогнепальна зброя» є пістолет моделі Форт-12, корпус якого виготовляється з легованих конструкційних сталей, а рукоятка — з благородних порід дерева. Пістолет має заводське маркування, товарний знак, а також пластинку, на якій гравірується прізвище, ім'я, по батькові нагородженого.
Зовнішні деталі корпуса пістолета і рукоятки прикрашено художньою декоративною різьбою.
Затвор і рамка пістолета посріблені, а курок, важіль запобіжника, затворна затримка, мушка, цілик, спусковий гачок, кнопка фіксатора магазина, гвинти кріплення накладної рукоятки — з жовтого металу.
Технічні дані пістолета Форт-12
1. Калібр:                                  9 мм
2. Набій:                                   9×18 ПМ
3. Початкова швидкість польоту кулі:        315 м/сек.
4. Режим вогню:                             одиночний
5. Бойова швидкострільність:                40 пост./хв.
6. Дульна енергія:                          305 Дж
7. Кількість деталей пістолета:             46
8. Габаритні розміри: 
  - довжина:                               174 мм
  - ширина:                                32 мм
  - висота:                                124 мм
9. Довжина прицільної лінії:                127 мм
10. Місткість магазина (набоїв):            12
11. Маса зі спорядженим магазином:          930 г

## Нагороджені відзнакою

### 1995
Загальна кількість нагороджених — ?
| ПІБ                             | Рід діяльності, посада    | Підстава нагородження | Дата присудження |
| ------------------------------- | ------------------------- | --------------------- | ---------------- |
| Білобородов Віват Олександрович | генерал-лейтенант міліції |                       | 7 травня 1995    |

### 1996
Загальна кількість нагороджених — ?
| ПІБ                      | Рід діяльності, посада                                                                                          | Підстава нагородження | Дата присудження |
| ------------------------ | --- | --------------------- | ---------------- |
| Марчук Євген Кирилович   | прем'єр-міністр України                                                                                         |                       | 29 січня 1996    |
| Хряпа Борис Іванович     | полковник міліції                                                                                               |                       | 17 червня 1996   |
| Палій Віктор Миколайович | генерал-лейтенант ЗСУ, начальник штабу — перший заступник командувача військ Прикарпатського військового округу |                       | 4 грудня 1996    |
| Тимко Валентин Іванович  | генерал-лейтенант ЗСУ                                                                                           |                       | 4 грудня 1996    |

### 1998
Загальна кількість нагороджених — ?
| ПІБ                           | Рід діяльності, посада                  | Підстава нагородження | Дата присудження |
| ----------------------------- | --------------------------------------- | --------------------- | ---------------- |
| Карімов Іслам Абдуганійович   | президент Республіки Узбекистан         |                       | 17 лютого 1998   |
| Шепель Володимир Кононович    |                                         |                       | 22 травня 1998   |
| Разумков Олександр Васильович | заступник секретаря РНБО України        |                       | 22 серпня 1998   |
| Фере Едуард Вадимович         | генерал-полковник МВС України           |                       | 23 серпня 1998   |
| Шатковський Петро Миколайович | заступник голови Служби безпеки України |                       | 21 вересня 1998  |

### 1999
Загальна кількість нагороджених — ?
| ПІБ                           | Рід діяльності, посада | Підстава нагородження | Дата присудження |
| ----------------------------- | ---------------------- | --------------------- | ---------------- |
| Москаль Геннадій Геннадійович |                        |                       | 15 грудня 1999   |

### 2000
Загальна кількість нагороджених — ?
| ПІБ                     | Рід діяльності, посада               | Підстава нагородження | Дата присудження |
| ----------------------- | ------------------------------------ | --------------------- | ---------------- |
| Коляда Петро Васильович | Заслужений юрист України             |                       | 27 червня 2000   |
| Штанько Іван Васильович | Генерал-полковник внутрішньої служби |                       | 21 серпня 2000   |

### 2001
Загальна кількість нагороджених — ?
| ПІБ                            | Рід діяльності, посада                                          | Підстава нагородження | Дата присудження |
| ------------------------------ | --------------------------------------------------------------- | --------------------- | ---------------- |
| Каденюк Леонід Костянтинович   | льотчик-випробувач 1-го класу, космонавт, генерал-майор авіації |                       | 25 січня 2001    |
| Рябека Олександр Григорович    | політик, депутат Верховної Ради України                         |                       | 25 квітня 2001   |
| Герасимов Іван Олександрович   | генерал армії                                                   |                       | 7 серпня 2001    |
| Пшеничний Володимир Васильович | генерал-лейтенант                                               |                       | 20 серпня 2001   |

### 2006
Загальна кількість нагороджених — ?
| ПІБ                         | Рід діяльності, посада            | Підстава нагородження | Дата присудження |
| --------------------------- | --------------------------------- | --------------------- | ---------------- |
| Пасько Володимир Васильович | генерал-лейтенант медичної служби |                       | 10 жовтня 2006   |

### 2007
Загальна кількість нагороджених — ?
| ПІБ                          | Рід діяльності, посада  | Підстава нагородження | Дата присудження |
| ---------------------------- | ----------------------- | --------------------- | ---------------- |
| Гриценко Анатолій Степанович | міністр оборони України |                       | 25 жовтня 2007   |

### 2008
Загальна кількість нагороджених — ?
| ПІБ                            | Рід діяльності, посада                 | Підстава нагородження | Дата присудження |
| ------------------------------ | -------------------------------------- | --------------------- | ---------------- |
| Хорошковський Валерій Іванович | Голова Державної митної служби України |                       | 25 грудня 2008   |

### 2009
Загальна кількість нагороджених — ?
| ПІБ                          | Рід діяльності, посада   | Підстава нагородження | Дата присудження |
| ---------------------------- | ------------------------ | --------------------- | ---------------- |
| Сидорський Сергій Сергійович | прем'єр-міністр Білорусі |                       | 2 квітня 2009    |

### 2010
Загальна кількість нагороджених — ?
| ПІБ                           | Рід діяльності, посада        | Підстава нагородження | Дата присудження |
| ----------------------------- | ----------------------------- | --------------------- | ---------------- |
| Стрижак Андрій Андрійович     | Заслужений юрист України      |                       | 16 січня 2010    |
| Махінда Раджапакса            | президент Шрі-Ланки           |                       | 30 червня 2010   |
| Гагік Царукян                 | підприємець і політичний діяч |                       | 27 вересня 2010  |
| Броніслав Коморовський        | президент Польщі              |                       | 29 вересня 2010  |
| Путін Володимир Володимирович | президент РФ                  |                       | 27 жовтня 2010   |
| Ільхам Алієв                  | президент Азербайджану        |                       | 28 жовтня 2010   |

### 2011
Загальна кількість нагороджених — ?
| ПІБ                        | Рід діяльності, посада                  | Підстава нагородження | Дата присудження |
| -------------------------- | --------------------------------------- | --------------------- | ---------------- |
| Вернидубов Іван Васильович | політик, депутат Верховної Ради України |                       | 4 січня 2011     |
| Емомалі Рахмон             | президент Таджикистану                  |                       | 1 вересня 2011   |

### 2012
Загальна кількість нагороджених — ?
| ПІБ                                  | Рід діяльності, посада           | Підстава нагородження | Дата присудження  |
| ------------------------------------ | -------------------------------- | --------------------- | ----------------- |
| Сердюков Анатолій Едуардович         | міністр оборони РФ               |                       | 4 січня 2012      |
| Хамад бін Халіфа Аль Тані            | емір Катару                      |                       | 30 листопада 2012 |
| Хамад бін Джасім бін Джабер Аль Тані | міністр закордонних справ Катару |                       | 30 листопада 2012 |

### 2013
Загальна кількість нагороджених — 2.
| ПІБ              | Рід діяльності, посада           | Підстава нагородження | Дата присудження |
| ---------------- | -------------------------------- | --------------------- | ---------------- |
| Андріс Берзіньш  | Президент Латвійської Республіки | ?                     | 14 березня 2013  |
| Томислав Николич | Президент Республіки Сербія      | ?                     | 15 червня 2013   |

### 2014
Загальна кількість нагороджених — 1.
| ПІБ                            | Рід діяльності, посада     | Підстава нагородження | Дата присудження  |
| ------------------------------ | -------------------------- | --- | ----------------- |
| Франтовський Микола Михайлович | Прокурор Донецької області | За значний особистий внесок у розбудову правової держави, захист конституційних прав і свобод громадян, багаторічну сумлінну працю та високий професіоналізм | 28 листопада 2014 |

### 2015
Загальна кількість нагороджених — 13.
| ПІБ                            | Рід діяльності, посада                                         | Підстава нагородження | Дата присудження  |
| ------------------------------ | -------------------------------------------------------------- | --- | ----------------- |
| Мамчур Юлій Валерійович        | Народний депутат України, полковник                            | За значний особистий внесок у зміцнення обороноздатності Української держави, багаторічну бездоганну службу, зразкове виконання військового обов'язку та виявлені при цьому честь і доблесть | 3 вересня 2015    |
| Гусєв Олег Анатолійович        | Гравець національної збірної команди України з футболу         | За досягнення високих спортивних результатів, вагомий внесок у розвиток вітчизняного футболу, піднесення міжнародного авторитету Української держави                                         | 21 листопада 2015 |
| Павелко Андрій Васильович      | Президент Федерації футболу України                            | За досягнення високих спортивних результатів, вагомий внесок у розвиток вітчизняного футболу, піднесення міжнародного авторитету Української держави                                         | 21 листопада 2015 |
| П'ятов Андрій Валерійович      | Гравець національної збірної команди України з футболу         | За досягнення високих спортивних результатів, вагомий внесок у розвиток вітчизняного футболу, піднесення міжнародного авторитету Української держави                                         | 21 листопада 2015 |
| Ротань Руслан Петрович         | Гравець національної збірної команди України з футболу         | За досягнення високих спортивних результатів, вагомий внесок у розвиток вітчизняного футболу, піднесення міжнародного авторитету Української держави                                         | 21 листопада 2015 |
| Селезньов Євген Олександрович  | Гравець національної збірної команди України з футболу         | За досягнення високих спортивних результатів, вагомий внесок у розвиток вітчизняного футболу, піднесення міжнародного авторитету Української держави                                         | 21 листопада 2015 |
| Тимощук Анатолій Олександрович | Гравець національної збірної команди України з футболу         | За досягнення високих спортивних результатів, вагомий внесок у розвиток вітчизняного футболу, піднесення міжнародного авторитету Української держави                                         | 21 листопада 2015 |
| Федецький Артем Андрійович     | Гравець національної збірної команди України з футболу         | За досягнення високих спортивних результатів, вагомий внесок у розвиток вітчизняного футболу, піднесення міжнародного авторитету Української держави                                         | 21 листопада 2015 |
| Фоменко Михайло Іванович       | Головний тренер національної збірної команди України з футболу | За досягнення високих спортивних результатів, вагомий внесок у розвиток вітчизняного футболу, піднесення міжнародного авторитету Української держави                                         | 21 листопада 2015 |
| Хачеріді Євген Григорович      | Гравець національної збірної команди України з футболу         | За досягнення високих спортивних результатів, вагомий внесок у розвиток вітчизняного футболу, піднесення міжнародного авторитету Української держави                                         | 21 листопада 2015 |
| Шевчук В'ячеслав Анатолійович  | Гравець національної збірної команди України з футболу         | За досягнення високих спортивних результатів, вагомий внесок у розвиток вітчизняного футболу, піднесення міжнародного авторитету Української держави                                         | 21 листопада 2015 |
| Ярмоленко Андрій Миколайович   | Гравець національної збірної команди України з футболу         | За досягнення високих спортивних результатів, вагомий внесок у розвиток вітчизняного футболу, піднесення міжнародного авторитету Української держави                                         | 21 листопада 2015 |
| Бенедисюк Ігор Михайлович      | Голова Вищої ради юстиції                                      | За значний особистий внесок у розбудову правової держави, розвиток вітчизняної судової системи, багаторічну сумлінну працю та високий професіоналізм                                         | 15 грудня 2015    |

### 2016
Загальна кількість нагороджених — 1.
| ПІБ                      | Рід діяльності, посада                                   | Підстава нагородження | Дата присудження |
| ------------------------ | -------------------------------------------------------- | --------------------- | ---------------- |
| Мрочко Роман Миколайович | Майор юстиції, військовий прокурор Луганського гарнізону | ?                     | 13 жовтня 2016   |

### 2018
Загальна кількість нагороджених — ?
| ПІБ                                    | Рід діяльності, посада                      | Підстава нагородження                                                                           | Дата присудження |
| -------------------------------------- | ------------------------------------------- | ----------------------------------------------------------------------------------------------- | ---------------- |
| Джабер аль-Мубарак аль-Хамад ас-Сабах  | прем'єр-міністр Кувейту                     |                                                                                                 | 15 березня 2018  |
| Абдулла бін Нассер бін Халіфа Аль Тані | прем'єр-міністр Катару                      |                                                                                                 | 16 березня 2018  |
| Джон Роберт Болтон                     | радник президента Сполучених Штатів Америки | За вагомий особистий внесок у зміцнення українсько-американського міждержавного співробітництва | 24 серпня 2018'  |

### 2020
Загальна кількість нагороджених — 1.
| ПІБ                       | Рід діяльності, посада                 | Підстава нагородження | Дата присудження |
| ------------------------- | -------------------------------------- | --------------------- | ---------------- |
| Корнійчук Сергій Петрович | генерал-лейтенант Збройних Сил України |                       | 21 серпня 2020   |

### 2023
Загальна кількість нагороджених — 1.
| ПІБ                        | Рід діяльності, посада                          | Підстава нагородження | Дата присудження |
| -------------------------- | ----------------------------------------------- | --- | ---------------- |
| Залужний Валерій Федорович | Головнокомандувач Збройних Сил України, генерал | За визначні особисті заслуги в захисті державного суверенітету та територіальної цілісності України, зміцненні обороноздатності Української держави, зразкове виконання військового обов'язку, виявлені честь і доблесть | 26 липня 2023    |